# Philonotis pumila
Philonotis pumila là một loài rêu trong họ Bartramiaceae. Loài này được Kindb. mô tả khoa học đầu tiên năm 1897.